# Luigi Scanselli
Luigi Scanselli (Venezia, 21 giugno 1930) è un ex calciatore italiano, di ruolo attaccante.

## Carriera
Nella stagione 1949-1950 ha giocato 17 partite in Serie A con il Venezia, che lo aveva prelevato in Serie C dal Pro Mogliano.
Dopo la retrocessione dei lagunari, prosegue la carriera nelle serie inferiori, con Forlì (Serie C), L'Aquila e Torres (IV Serie).